# Eliane Cossey

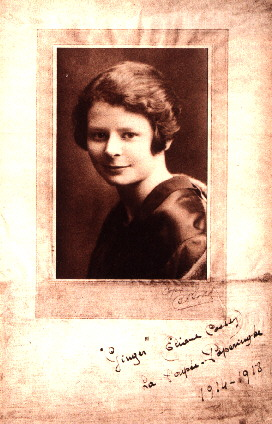
Een gesigneerde foto van Ginger was een van de meest gezochte souvenirs onder soldaten.

Eliane Cossey (Poperinge, 9 december 1902 – Londen, 1942), bekend onder de bijnaam Ginger, was tijdens de Eerste Wereldoorlog een opvallend roodharig vroegrijp kind in de Belgische stad Poperinge. Het café "A la Poupée", een onuitspreekbare naam voor Engelsen, op de grote markt groeide uit onder de naam "Ginger's" tot een van de bekendste tavernes achter "The Ypres Salient". De aantrekkingskracht van de jonge diva is na te lezen in diverse dagboekfragmenten en in het Visitors Book met complimenten en tekeningen.

## Hoe het begon

### Lingeriewinkel
Eliane Cossey is de jongste dochter van Elie Cossey (1860–1938) en Silvie Vandromme (1868–1937). Het gezin telde acht kinderen. Vader was schoenmaker en moeder lingerieverkoopster. Bij het begin van de oorlog trokken de twee oudste zonen als vrijwilliger naar het front. De jongste drie zonen werden bij de beschietingen op Poperinge naar Frankrijk gestuurd als Réfugiés Belges, naar 'de kolonie' terwijl de drie meisjes thuisbleven. 'De kolonie' was een begrip in Bachten de Kupe. Het ging om haastig opgerichte noodscholen en internaten waar kinderen uit het oorlogsgebied heen gingen. De hele oorlog waren er treintransporten, hoofdzakelijk naar leegstaande kloosters en kastelen in Frankrijk, maar ook naar Engeland of Zwitserland. Nonnen of onderwijzers zorgden er voor de opvoeding. Schattingen ramen dat meer dan tienduizend kinderen uit het front geëvacueerd werden. Paul Berryer, de Belgische minister van Binnenlandse zaken nam hiertoe het initiatief. Als scholen sloten omwille van een bombardement, spraken kranten soms over de 'verwildering' van de kinderen. De 'stratelopers' vormden een gevaar voor zichzelf en de omgeving.

### Oorlog in Poperinge

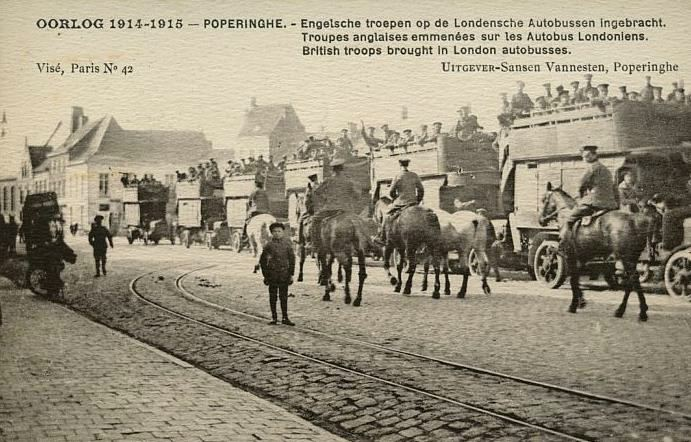
Tijdens de Eerste Wereldoorlog was Poperinge samen met Veurne, de enige Belgische onbezette stad en een rustplaats voor geallieerde troepen uit allerlei landen. De Britten beschikten over de meeste centen.

De Eerste Wereldoorlog is de verkoop van schoenen en de vraag naar leer, ondergoed en fournituren ongunstig gezind. Het cliënteel bestaat uit goed betaalde Engelse soldaten en officieren. Winkels, clubs en restaurants schieten als paddenstoelen uit de grond en Poperinge kreeg de bijnaam België's Piccadilly Circus. Het koppel Cossey-Vandromme veranderde de zaak naar een 'Officers Only' café. Een honky-tonkpiano, een orgel (een tingeltangel met ijzeren platen) en de toelating om alcoholische dranken te verkopen, champagne, cakes en hapjes doen de zaak bloeien. Er wordt gezongen en gedanst: chanson, liefdes- en straatliederen, muziek uit de cabaretwereld en andere zoals It's a Long Way to Tipperary uit 1912 of Roses of Picardy, van de Britse officier F. Weatherly. Die schreef het in 1916, toen hij verliefd werd op een Franse weduwe. 'A la Poupée' was een verzorgd café dat menig officier een huiselijk gevoel bezorgde.

A cheery spot it is, bedecked with the flags of the Allied nations. All the appointments of the place are good; clean cloths upon the little tea tables, little bunches of flowers here and there, and altogether an air of brightness and comfort about, very grateful indeed to eyes weary of the drab dismalness of trench and mud. In the hours of the afternoon the tea room is crowded with officers from various units, and it is of interest to observe that they represent very often branches of the Army in the field from almost every corner of the Empire.
— Dagboekfragment, William Redmond

### Ginger's
Hét succes van de zaak was te danken aan Eliane. Omdat ze ros haar had, noemden de soldaten haar Ginger. Militairen komen van ver om haar te zien. Bij de aanvang van de oorlog is ze twaalf. Moeder hield alles in de gaten en er is tucht in de zaak. Het valt op dat Ginger in vrijwel elk officierendagboek voorkomt van wie in de buurt van gelegerd was. Officieren die een bestelling deden op het sluitingsuur, om 10 uur, mochten dansen met Ginger. Het bleek een verkooptruc die werkte.

The two rooms were full of diners but we found a table in the glass-roofed garden. A sweet little sixteen-year-old girl came to serve us. I fell a victim at once to her long red hair and flashing smile. When I asked her name, she replied 'Gingair' in such a glib way that we both gave a burst of laugher. We had a splendid dinner, with several bottles of bubbels, and Ginger hovered delightfully about us.
— Uit het dagboek van Edwin Campion Vaughan

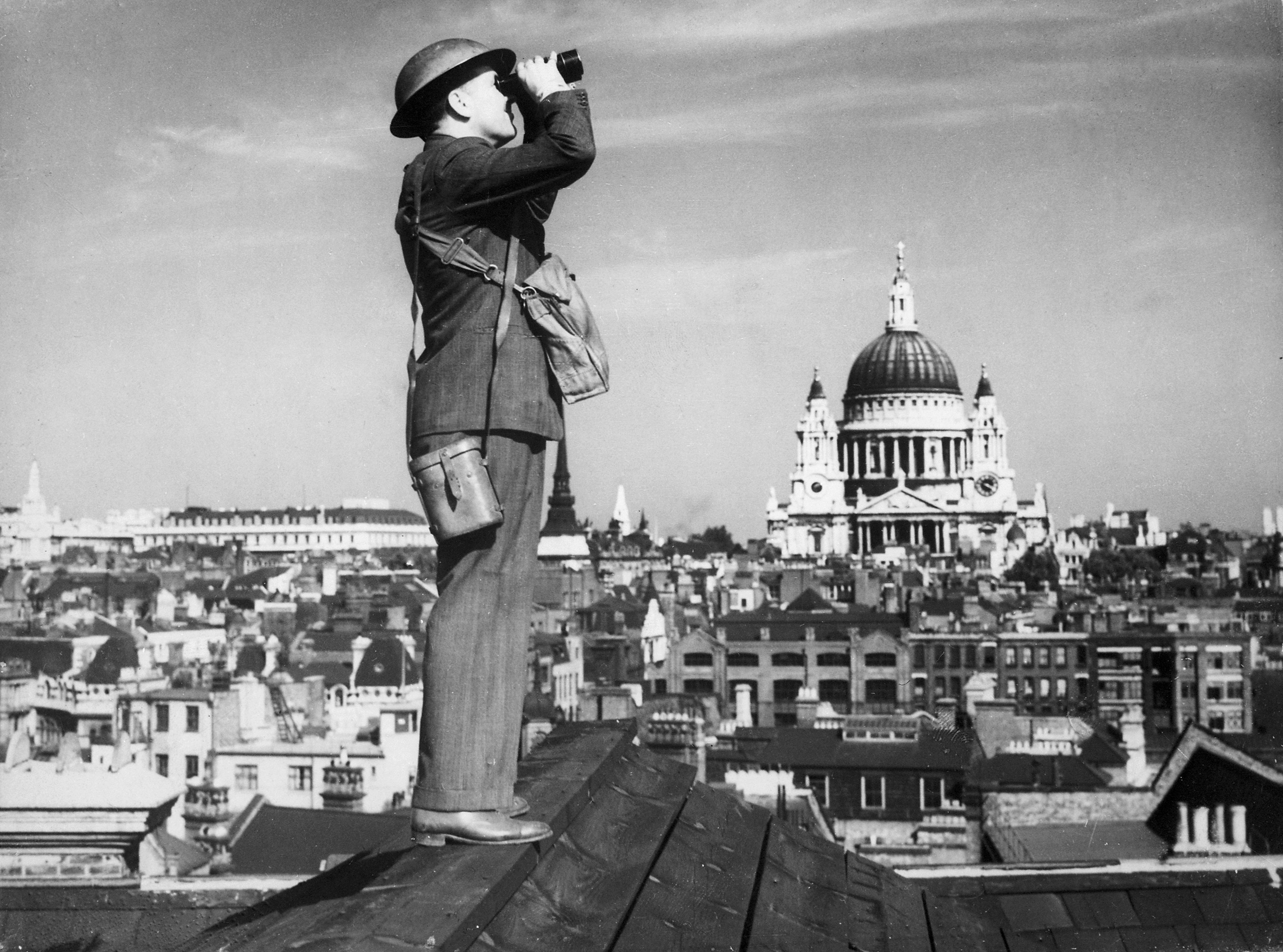
Eliane Cossey liet het leven tijdens een bombardement in 1942 in Londen. Ze was veertig.

Het citaat eindigt als volgt: 'Tussen de sigaren en likeuren door, bood ik haar m'n hart, en ze aanvaarde het plechtig.'

## Na 1919

### Fronttoerisme
Vanaf 1919 verdwenen de soldaten uit Poperinge. Om de fronttoeristen onderdak te bieden, verbouwde Elie zijn pub tot 'Hotel A la Poupée'. Sylvie runde de zaak en hij voerde met een auto de gasten naar de slagveldsites. Toen de Britten de burgemeester van Poperinge tien jaar later uitnodigden in Londen om hem te bedanken voor zijn gastvrijheid, lokte dit protest uit bij Britse oud-strijders. Als er één iemand die gastvrijheid vertegenwoordigde, was het Ginger en zo geschiedde: Eliane werd ontvangen op 8 december 1928 op Buckingham Palace en in de Albert Hall in de bloemen gezet.

## Tragisch einde
Eliane huwde een zelfstandige uit Brugge waarmee ze naar Ierland en naar Londen trok. Ze liet het leven tijdens een bombardement in 1942, 40 jaar oud.

### Herdenking
- 'A la Poupée' wordt vermeld in diverse Angelsaksische historische publicaties.
- Een herdenkingsplaat maakt tegenwoordig de toerist attent op de locatie en de historiek.
- Op de Grote Markt van Poperinge staat sinds 2015 een beeld van 'Ginger'
- Een jaarlijkse theaterwandeling van heemkring “Aan de Schreve” toont Poperinge in 1917 met de personages Elie en Eliane Cossey.

### Voetnoten
1. ↑  Zonder auteur: Verloren land. Elke familie heeft zijn geheimen, Van Halewyck, Canvas, 2009, p. 21-38.